# Eunica heraclitus
Eunica heraclitus är en fjärilsart som beskrevs av Felipe Poey 1847. Eunica heraclitus ingår i släktet Eunica och familjen praktfjärilar. Inga underarter finns listade i Catalogue of Life.